# William Curtis
William Curtis (Alton, 11 gennaio 1746 – Brompton, 7 luglio 1799) è stato un botanico inglese.
Da lui nasce l'idea della pubblicazione della popolare rivista botanica che prende il suo nome, la Curtis's Botanical Magazine.

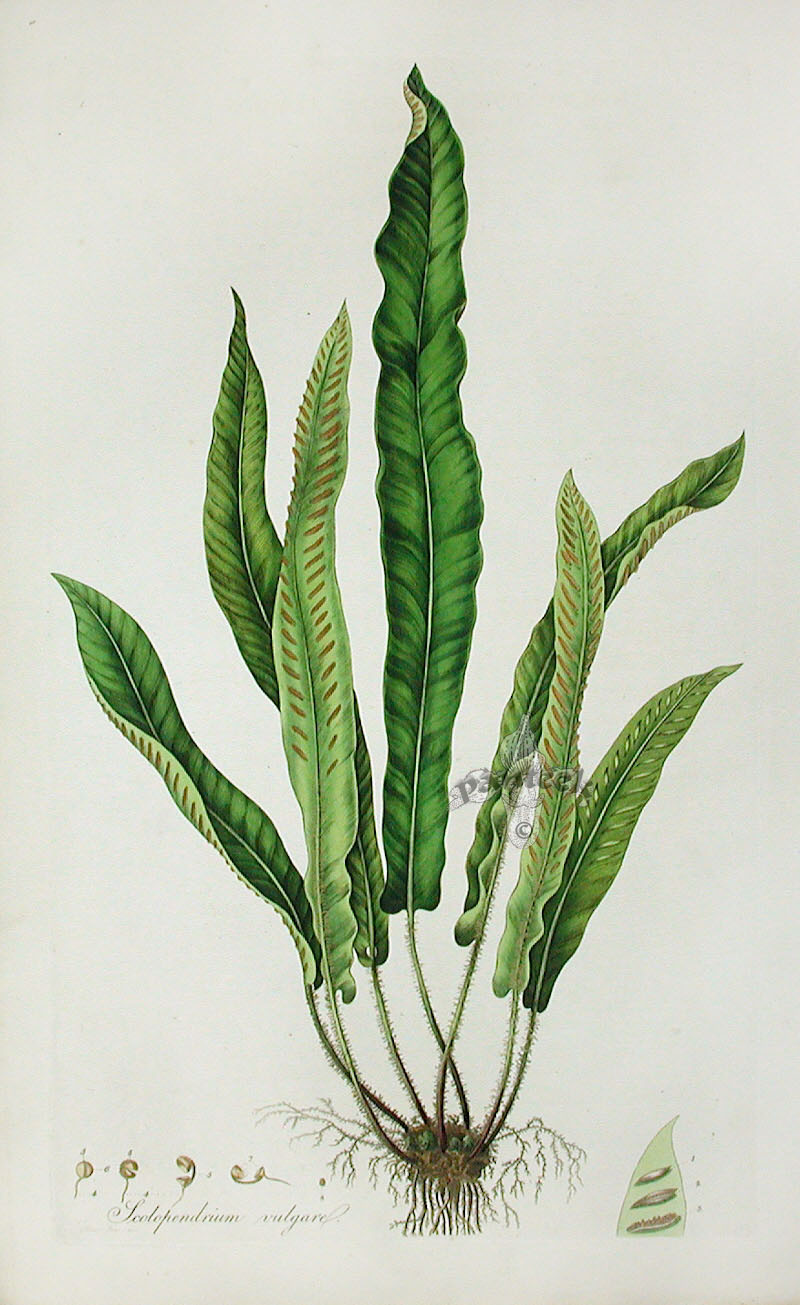
Scolopendrium vulgare, William Curtis, Flora londinensis

## Biografia
Nasce nel 1746 ad Alton nella regione inglese dell'Hampshire. Dal 1771 al 1777 lavora presso il Giardino Botanico di Chelsea assumendo diverse mansioni. Nel 1779 fonda il proprio giardino botanico a Lambeth, nei sobborghi di Londra.
In suo onore è stata coniata la voce botanica Curtisia.